# Buccinum simulatum
Buccinum simulatum är en snäckart som beskrevs av Dall 1907. Buccinum simulatum ingår i släktet Buccinum och familjen valthornssnäckor. Inga underarter finns listade i Catalogue of Life.